# Kretzschmaria varians
Kretzschmaria varians är en svampart som beskrevs av J.D. Rogers & Y.M. Ju 2004. Kretzschmaria varians ingår i släktet Kretzschmaria och familjen kolkärnsvampar.   Inga underarter finns listade i Catalogue of Life.